# Erdbeben von Qishan in Shaanxi 780 v. Chr.
Das Erdbeben von Qishan in Shaanxi 780 v. Chr. ereignete sich im Jahr 780 v. Chr., dem zweiten Jahr der Regierungszeit des Königs You von Zhou (周幽王), in Qishan, Provinz Shaanxi, China. Das Guoyu (国语) berichtet darüber in seinem ersten Kapitel.
Aufgrund der verursachten Schäden ließ sich abschätzen, dass das Beben im Epizentrum die Stärke von mehr als IX auf der Mercalli-Skala erreichte. Darauf basierende Berechnungen ergaben eine Magnitude von >7.